# Brigantino a palo

Schema della velatura di un brigantino a palo

Il brigantino a palo è un veliero di medie dimensioni che trovò larga diffusione tra il XVI e il XVIII secolo, ed era leggermente più grande e maneggevole del brigantino, grazie alla presenza di un altro albero e un altro sistema di vele. Presenta infatti tre alberi: quelli di trinchetto e maestra montati con vele quadre, quello di mezzana a vele auriche; presenta inoltre il bompresso. Veniva largamente utilizzato per scopi commerciali ma, grazie alla sua manovrabilità ed alle sue potenzialità, poteva facilmente essere equipaggiato in modo tale da poter scortare convogli commerciali difendendoli dai frequenti attacchi dei pirati.

## Portata e stazza
Il brigantino a palo aveva generalmente una portata media di 600-2000 tonnellate, anche se i primi modelli, compresi quelli italiani, si limitavano a 200-300 t. In seguito però, vista l'utilità di questa imbarcazione se ne aumentarono portata e stazza, tanto che intorno al 1870-1880, tutti i brigantini a palo erano dotati di una portata superiore alle 2000 tonnellate con una stazza compresa fra le 1000 e le 1400 t.
Il brigantino a palo in legno (il cui uso iniziò a decadere verso il 1900) più grande in assoluto fu il Precursore, con una stazza pari a 1458 tonnellate.

## Curiosità
- Nel romanzo di Joseph Conrad intitolato La linea d'ombra (1917), il veliero comandato dal protagonista è l'Otago, un brigantino a palo.

- Il marchio storico della pasta Agnesi, disegnato dall'esperto di marineria Francesco Ramelli, è un brigantino a palo, veliero utilizzato frequentemente in Liguria per i viaggi verso il Mar d'Azov.